# Bałtycka Biblioteka Cyfrowa
Bałtycka Biblioteka Cyfrowa – regionalna biblioteka cyfrowa z województwa pomorskiego. Utworzona 8 grudnia 2008 r. w Miejskiej Bibliotece Publicznej im. Marii Dąbrowskiej w Słupsku, od 2010 r. współprowadzona z Wojewódzką i Miejską Biblioteką Publiczną im. Josepha Conrada Korzeniowskiego w Gdańsku. W Bałtyckiej Bibliotece Cyfrowej udostępniane są cyfrowe wersje książek, czasopism oraz materiałów ikonograficznych, kartograficznych i dokumentów życia społecznego. Zadaniem Bałtyckiej Biblioteki Cyfrowej jest zapewnienie dostępu do materiałów dotyczących Pomorza (głównie Wschodniego / Gdańskiego i Środkowego), zabezpieczanie i udostępnianie regionalnego dziedzictwa kulturowego.

## Współtwórcy
Bałtycką Bibliotekę Cyfrową współtworzą:
- Miejska Biblioteka Publiczna im. Marii Dąbrowskiej w Słupsku - uczestnik-założyciel i administrator
- Wojewódzka i Miejska Biblioteka Publiczna im. Josepha Conrada Korzeniowskiego w Gdańsku[3] - uczestnik-założyciel

Partnerzy:
- Archiwum Państwowe w Koszalinie wraz z Oddziałem w Słupsku
- Muzeum Pomorza Środkowego w Słupsku
- Muzeum w Koszalinie
- Państwowy Teatr Lalki Tęcza w Słupsku
- Muzeum Zamek Książąt Pomorskich w Darłowie
- Agencja Reklamowo-Wydawnicza Moje Miasto
- Wydawnictwo AG MEDIA
- Słupskie Towarzystwo Społeczno-Kulturalne
- Fundacja na rzecz rozwoju społeczno-kulturalnego i promocji Ziemi Słupskiej, Zaborów i Gochów NAJI GOCHË
- Wydawnictwo AUH FOTECH
- Zrzeszenie Kaszubsko-Pomorskie
- Wojewódzka i Miejska Biblioteka Publiczna im. Josepha Conrada Korzeniowskiego
- Biblioteka Publiczna Gminy Wejherowo im. Aleksandra Labudy
- Muzeum Regionalne w Szczecinku
- Polskie Towarzystwo Numizmatyczne Oddział w Słupsku
- Media Regionalne Sp. z o.o.
- Centrum Sztuki Współczesnej Łaźnia w Gdańsku
- Biblioteka i Centrum Kultury Gminy Wejherowo

Bałtycka Biblioteka Cyfrowa należy do Federacji Bibliotek Cyfrowych. Zbiory Bałtyckiej Biblioteki Cyfrowej są również udostępniane w Europejskiej Bibliotece Cyfrowej Europeana.

## Społeczna Pracownia Digitalizacji
Skanowaniem zbiorów udostępnianych w Bałtyckiej Bibliotece Cyfrowej zajmuje się Społeczna Pracownia Digitalizacji przy Miejskiej Bibliotece Publicznej w Słupsku, która bazuje na pracy wolontariuszy. Ze Społeczną Pracownią Digitalizacji może współpracować każdy. Druga Pracownia Digitalizacji funkcjonuje przy Dziale Regionalnym Wojewódzkiej i Miejskiej Biblioteki Publicznej im. Josepha Conrada Korzeniowskiego w Gdańsku.

## Wyróżnienia
W 2009 roku Miejska Biblioteka Publiczna w Słupsku zajęła III miejsce w finale konkursu Samorządowy Lider Zarządzania w kategorii kultura za projekt Bałtyckiej Biblioteki Cyfrowej.